# Emil Müller
Pour les articles homonymes, voir Émile Muller (homonymie) et Müller.
Emil Adalbert Müller (22 avril 1861 – 1er septembre 1927) est un mathématicien autrichien.

## Biographie
Né à Lanškroun, Emil Müller étudie les mathématiques et la physique à l'université de Vienne et à l'université technique de Vienne. En 1898 il soutient sa thèse intitulée Die Geometrie orientierter Kugeln nach Grassmann’schen Methoden à l'université de Königsberg sous la direction de Wilhelm Franz Meyer. Un an plus tard, il reçoit son habilitation à la même université. À partir de 1902 il est professeur de géométrie descriptive à l'université technique de Vienne et il est le fondateur de l'école de Vienne de géométrie descriptive. Il a également occupé des postes de dirigeant (1912–13). En 1903 il fonde la Société mathématique autrichienne avec Ludwig Boltzmann et Gustav von Escherich.

## Prix et distinctions
Il est membre de l'Académie autrichienne des sciences et de la Leopoldina.
En 1904, il est l'un des orateurs du congrès international des mathématiciens à Heidelberg.